# Emmylou Harris
Emmylou Harris (ur. 2 kwietnia 1947 w Birmingham w Alabamie w USA) – amerykańska piosenkarka i autorka tekstów muzyki country.

## Życiorys
Początkowo (jako piosenkarka folkowa) śpiewała covery utworów Joni Mitchell. Stała się popularna jako wykonawczyni muzyki country dzięki współpracy z Gramem Parsonsem. Ukończyła University of North Carolina at Greensboro, w czasie studiów zaczęła się interesować muzyką, jej inspiracją byli tacy artyści jak Bob Dylan i Joan Baez.

## Dyskografia solowa
- Gliding Bird (1970, Jubilee)
- Pieces of the Sky (1975, Reprise/Warner Bros.)
- Elite Hotel (1976, Reprise/Warner Bros.)
- Luxury Liner (1977, Reprise/Warner Bros.)
- Quarter Moon in a Ten Cent Town (1978, Reprise/Warner Bros.)
- Blue Kentucky Girl (1979, Warner Bros.)
- Light of the Stable (1979, Warner Bros.)
- Roses in the Snow (1980, Warner Bros.)
- Evangeline (album) (1981, Warner Bros.)
- Cimarron (1981, Warner Bros.)
- Last Date (1982, Warner Bros.)
- White Shoes (1983, Warner Bros.)
- The Ballad of Sally Rose (1985, Warner Bros.)
- Thirteen (1986, Warner Bros.)
- Angel Band (1987, Warner Bros.)
- Bluebird (1989, Warner Bros.)
- Brand New Dance (1990, Warner Bros.)
- At the Ryman (1992, Warner Bros.)
- Cowgirl's Prayer (1993, Warner Bros.)
- Wrecking Ball (1995, Warner Bros.)
- Spyboy (1998, Eminent)
- Red Dirt Girl (2000, Nonesuch)
- Stumble into Grace (2003, Nonesuch)
- All I Intended to Be (2008, Nonesuch)
- Hard Bargain (2011, Nonesuch)

inne płyty
- All the Roadrunning z Markiem Knopflerem (2006, Warner Bros.)
- Real Live Roadrunning z Markiem Knopflerem (2006, Mercury)
- Old Yellow Moon z Rodneyem Crowellem (2013, Nonesuch)